# Motorola Mobility
Motorola Mobility LLC — американская компания, принадлежащая китайской транснациональной корпорации Lenovo. Производит бытовую электронику и телекоммуникационное оборудование, занимается разработкой мобильных устройств и программного обеспечения для ОС Android. Бывшее подразделение «Mobile Devices» компании Motorola, некогда одной из лидирующих в мире по производству мобильных телефонов.

## История
Motorola Mobility появилась 4 января 2011 года вследствие разделения компании Motorola на две независимые компании, одна из которых — Motorola Solutions — специализируется на корпоративных решениях и системах видеоконференций, а другая — Motorola Mobility — на выпуске потребительской техники (мобильных устройств и домашней электроники).
В августе 2011 года была анонсирована сделка между Google и Motorola Mobility о поглощении последней.
Покупка Motorola Mobility обошлась Google в сумму 12,5 миллиарда долларов — на 63 % превышавшую рыночную стоимость. Приобретение стало крупнейшим для корпорации Google и завершилось 22 мая 2012 года. Деннис Вудсайд был назначен CEO, заменив Санжея Джа (англ.), руководившего компанией с 2008 года. Совершив покупку, Google получила доступ к патентному портфолио Motorola, которое включает 25 тысяч патентов и заявок.
На момент покупки все смартфоны производства Motorola Mobility выпускались с операционной системой Google Android.

19 декабря 2012 года Google продала подразделение Motorola Home, входившее ранее в Motorola Mobility, за $2,35 млрд компании ARRIS Group.
В результате этой сделки петербургское подразделение Motorola Mobility прекратило своё существование, став частью ARRIS.
26 июня 2013 года Google официально представила новый логотип и новое имя для Motorola Mobility. Тогда Motorola Mobility стала называться «Motorola — a Google Company».
10 января 2014 года стало известно, что китайская компания Lenovo договорилась с Google о покупке производителя телефонов Motorola Mobility.
Стоимость сделки составила 2,91 миллиарда долларов. Lenovo заплатила Google 660 миллионов долларов после подписания сделки, еще 750 миллионов Google получила в виде ценных бумаг. Остальные 1,5 миллиарда долларов Lenovo были выплачены в течение 3 лет. Большинство патентов, принадлежащих Motorola, останутся у Google. Сделка была утверждена и закрыта 30 октября 2014 года, после чего полный контроль над Motorola перешёл в руки Lenovo.
Кроме того, представитель Lenovo в странах СНГ заявил о том, что смартфоны Motorola Mobility вернутся в Россию и страны СНГ после долгого перерыва.
В январе 2016 года Lenovo объявила, что название Motorola больше не будет использоваться в имени устройств и будет заменено на Moto. В марте того же года знаменитая марка вернулась на российский рынок. 26 февраля Motorola Mobility была окончательно поглощена компанией Lenovo, вместе с тем название бренда (Moto) стало писаться с прописной буквы — moto. Однако во время проведения выставки MWC2017 представители Lenovo, несколько неожиданно, изменили свое решение и официально заявили о возрождении бренда Motorola и возвращении логотипа в виде стилизованной буквы M на устройства, анонс которых состоялся 2017 года, а также об отказе от суббренда ZUK.

## Инновации
В 2017 году Motorola получила патент на смартфон с самовосстанавливающимся стеклом.
Технология предполагает покрытие устройства полимером со способностью запоминать форму. Благодаря этому эффекту смартфон может самостоятельно выявлять повреждения на экране и исправлять их. Чтобы восстановить устройство после повреждений пользователю необходимо какое-то время не пользоваться телефоном. В случае трещины или деформации стекловидного полимера материал расплавляется и восстанавливает изначальную форму.